# Drupal
Drupal – system zarządzania treścią i framework (ang. CMF content management framework) napisany w języku PHP, używany jest przez ponad 700 tysięcy stron internetowych, czyli około 0,9%  wszystkich stron internetowych na świecie, są to zarówno blogi, portale informacyjne, aplikacje edukacyjne, strony korporacyjne oraz rządowe i posiada 1,2% udziału w rynku.
Wyposażony jest w funkcje, które oferują między innymi obsługę blogów, środowiska przeznaczone do wspólnej pracy nad projektem, fora, biuletyny, galerie grafik/zdjęć, możliwość wysyłania i pobierania plików, a także rozbudowane API umożliwiające tworzenie zaawansowanych rozwiązań. Wersja 8 została zbudowana od podstaw przy użyciu komponentów frameworka Symfony wraz z implementacją serwisów i wzorca Dependency Injection.
Cechami wyróżniającymi Drupala jest system encji wspólny dla segmentów (ang. node), taksonomii, użytkowników, od wersji 8 także bloków i linków menu. Taksonomia to rozbudowany moduł służący głównie do porządkowania treści wedle kategorii. Jego zastosowania są jednak znacznie szersze. Dzięki wsparciu dla zaawansowanych rozwiązań optymalizacyjnych, takich jak Big pipe, Varnish, APC, Memcache i replikacji baz danych nadaje się do stron posiadających duże obciążenie.
Drupal automatycznie tworzy kanały informacyjne RSS zarówno dla całej strony, jak i dla kategorii zamieszczanych na niej artykułów oraz forów. Umożliwia także proste ustalanie aliasów sprawiając, że adresy stron są łatwiejsze do zapamiętania przez odwiedzających. Wyposażony jest również w system tzw. „skórek” PHPTemplate, ułatwiający zmianę wyglądu strony, od wersji 8 do zarządzania markupem wykorzystywany jest Twig.
Drupal jest oprogramowaniem o otwartym kodzie źródłowym, udostępnianym na zasadach licencji GPL. Można go wzbogacać o nowe funkcje za pomocą tzw. modułów, z których to również zbudowany jest system. Niektóre z nich (tzw. moduły Core’owe) są dostępne od razu po instalacji, a inne trzeba dodatkowo pobrać.
Od wersji 7 oprogramowania z jądrem systemu zintegrowano moduły CCK oraz ImageCache, które w poprzednich wersjach były modułami zewnętrznymi. Najczęściej instalowanym modułem zewnętrznym jest moduł Views, który pozwala na budowę zapytań SQL poprzez interface użytkownika.
System wykorzystuje język PHP, współpracuje z bazami danych takimi jak: MySQL, PostgreSQL, SQLite, MariaDB, MongoDB czy Microsoft SQL Server za pośrednictwem biblioteki PDO oraz serwerami, na których można uruchomić PHP: Apache, IIS, Lighttpd, Hiawatha, Cherokee lub Nginx.
W oparciu o Drupal powstają też inne niezależne, niszowe rozwiązania, np. system do zarządzania projektami Open Atrium.

## Historia
Początkowo stworzony przez Driesa Buytaerta jako forum dyskusyjne, Drupal stał się projektem open source w styczniu 2001 roku. Nazwa Drupal pochodzi od holenderskiego słowa druppel, które oznacza kroplę wody (po angielsku „drop”). Wybór nazwy wynikał z niedziałającej już strony Drop.org. Buytaert, tworząc stronę, chciał ją nazwać „dorp” (po holendersku „wioska”) ze względu na jej społeczny aspekt, ale pomylił się, sprawdzając dostępność domeny i uznał, że błędna („drop”) brzmi lepiej.
Zainteresowanie Drupalem znacząco wzrosło w 2003 roku, kiedy na jego bazie zbudowano „DeanSpace” dla Howarda Deana, jednego z kandydatów z ramienia Partii Demokratycznej w wyborach prezydenta USA w 2004 roku. DeanSpace wykorzystał Drupala do stworzenia zdecentralizowanej sieci około 50 nieoficjalnych stron wpierających kandydata, które pomagały użytkownikom komunikować się bezpośrednio oraz z centralą kampanii. Po zakończeniu kampanii członkowie zespołu odpowiedzialnego za strony kontynuowali rozwój platformy, która mogła wspierać aktywizm polityczny. W lipcu 2004 roku założyli CivicSpace, pierwszą firmę z pełnoetatowymi pracownikami, która tworzyła i rozpowszechniała Drupala.
Obecnie Drupal jest rozwijany przez społeczność i używa go ponad milion stron internetowych. Oficjalna strona Drupal.org wymienia ponad 1100 firm świadczących usługi związane z Drupalem.